# Silbermond/Diskografie
Diese Diskografie ist eine Übersicht über die musikalischen Werke der deutschen Pop-Rock-Band Silbermond und ihren Pseudonymen wie Jast. Den Quellenangaben und Schallplattenauszeichnungen zufolge hat sie bisher mehr als sechs Millionen Tonträger verkauft. Ihre erfolgreichsten Veröffentlichungen sind das Debütalbum Verschwende deine Zeit und das dritte Studioalbum Nichts passiert mit jeweils über 750.000 verkauften Einheiten.

## Alben

### Studioalben
| Jahr | Titel Musiklabel                              | Höchstplatzierung, Gesamtwochen, AuszeichnungChartplatzierungen (Jahr, Titel, Musiklabel, Platzierungen, Wochen, Auszeichnungen, Anmerkungen) | Höchstplatzierung, Gesamtwochen, AuszeichnungChartplatzierungen (Jahr, Titel, Musiklabel, Platzierungen, Wochen, Auszeichnungen, Anmerkungen) | Höchstplatzierung, Gesamtwochen, AuszeichnungChartplatzierungen (Jahr, Titel, Musiklabel, Platzierungen, Wochen, Auszeichnungen, Anmerkungen) | Anmerkungen                                                 |
| Jahr | Titel Musiklabel                              | DE | AT | CH | Anmerkungen                                                 |
| ---- | --------------------------------------------- | --- | --- | --- | ----------------------------------------------------------- |
| 2004 | Verschwende deine Zeit Modul (BMG)            | DE2 ×7Siebenfachgold · (66 Wo.)DE | AT4 Platin · (56 Wo.)AT | CH18 Gold · (53 Wo.)CH | Erstveröffentlichung: 12. Juli 2004 Verkäufe: + 750.000     |
| 2006 | Laut gedacht Columbia Records (Sony BMG)      | DE1 ×3Dreifachplatin · (75 Wo.)DE | AT1 Platin · (47 Wo.)AT | CH3 Platin · (65 Wo.)CH | Erstveröffentlichung: 21. April 2006 Verkäufe: + 660.000    |
| 2009 | Nichts passiert Columbia Records (Sony)       | DE1 ×7Siebenfachgold · (71 Wo.)DE | AT1 Platin · (46 Wo.)AT | CH1 Platin · (29 Wo.)CH | Erstveröffentlichung: 20. März 2009 Verkäufe: + 750.000     |
| 2012 | Himmel auf Columbia Records (Sony)            | DE2 ×3Dreifachgold · (54 Wo.)DE | AT2 Gold · (21 Wo.)AT | CH3 Gold · (44 Wo.)CH | Erstveröffentlichung: 23. März 2012 Verkäufe: + 325.000     |
| 2015 | Leichtes Gepäck Verschwende deine Zeit (Sony) | DE4 Platin · (50 Wo.)DE | AT7 Gold · (23 Wo.)AT | CH3 Gold · (25 Wo.)CH | Erstveröffentlichung: 27. November 2015 Verkäufe: + 217.500 |
| 2019 | Schritte Verschwende deine Zeit (Sony)        | DE1 (19 Wo.)DE | AT5 (5 Wo.)AT | CH4 (7 Wo.)CH | Erstveröffentlichung: 15. November 2019                     |
| 2023 | Auf auf Vertigo Records (UMG)                 | DE1 (17 Wo.)DE | AT11 (2 Wo.)AT | CH7 (4 Wo.)CH | Erstveröffentlichung: 2. Juni 2023                          |

### Livealben
| Jahr | Titel Musiklabel                                                 | Anmerkungen                                                                          |
| ---- | ---------------------------------------------------------------- | ------------------------------------------------------------------------------------ |
| 2012 | Himmel auf – Live in Dresden Columbia Records (Sony)             | Erstveröffentlichung: 23. November 2012 Verkäufe werden Himmel auf hinzuaddiert      |
| 2017 | Leichtes Gepäck – Live in Dresden Verschwende deine Zeit (Sony)  | Erstveröffentlichung: 24. November 2017 Verkäufe werden Leichtes Gepäck hinzuaddiert |
| 2020 | Schritte Extended & Live in Berlin Verschwende deine Zeit (Sony) | Erstveröffentlichung: 30. Oktober 2020 Verkäufe werden Schritte hinzuaddiert         |
| 2024 | Auf auf – Live im Theater des Westens Vertigo Berlin (UMG)       | Erstveröffentlichung: 30. August 2024 Verkäufe werden Auf auf hinzuaddiert           |

### Kompilationen
| Jahr | Titel Musiklabel                                         | Höchstplatzierung, Gesamtwochen, AuszeichnungChartplatzierungen (Jahr, Titel, Musiklabel, Platzierungen, Wochen, Auszeichnungen, Anmerkungen) | Höchstplatzierung, Gesamtwochen, AuszeichnungChartplatzierungen (Jahr, Titel, Musiklabel, Platzierungen, Wochen, Auszeichnungen, Anmerkungen) | Höchstplatzierung, Gesamtwochen, AuszeichnungChartplatzierungen (Jahr, Titel, Musiklabel, Platzierungen, Wochen, Auszeichnungen, Anmerkungen) | Anmerkungen                                                |
| Jahr | Titel Musiklabel                                         | DE | AT | CH | Anmerkungen                                                |
| ---- | -------------------------------------------------------- | --- | --- | --- | ---------------------------------------------------------- |
| 2014 | Alles auf Anfang 2014–2004 Verschwende deine Zeit (Sony) | DE4 Gold · (17 Wo.)DE | AT11 (5 Wo.)AT | CH6 (8 Wo.)CH | Erstveröffentlichung: 7. November 2014 Verkäufe: + 100.000 |

### EPs
| Jahr | Titel Musiklabel       | Anmerkungen                |
| ---- | ---------------------- | -------------------------- |
| 2003 | Silbermond Modul (BMG) | Erstveröffentlichung: 2003 |

## Singles

### Als Leadmusiker
| Jahr | Titel Album                                                    | Höchstplatzierung, Gesamtwochen, AuszeichnungChartplatzierungen (Jahr, Titel, Album, Platzierungen, Wochen, Auszeichnungen, Anmerkungen) | Höchstplatzierung, Gesamtwochen, AuszeichnungChartplatzierungen (Jahr, Titel, Album, Platzierungen, Wochen, Auszeichnungen, Anmerkungen) | Höchstplatzierung, Gesamtwochen, AuszeichnungChartplatzierungen (Jahr, Titel, Album, Platzierungen, Wochen, Auszeichnungen, Anmerkungen) | Anmerkungen                                                                               |
| Jahr | Titel Album                                                    | DE | AT | CH | Anmerkungen                                                                               |
| ---- | -------------------------------------------------------------- | --- | --- | --- | ----------------------------------------------------------------------------------------- |
| 2000 | Why / V.I.P. –                                                 | — | — | — | Erstveröffentlichung: Dezember 2000 als Jast                                              |
| 2004 | Mach’s dir selbst! Verschwende deine Zeit                      | DE56 (3 Wo.)DE | — | — | Erstveröffentlichung: 1. März 2004                                                        |
| 2004 | Durch die Nacht Verschwende deine Zeit                         | DE20 (23 Wo.)DE | AT53 (10 Wo.)AT | — | Erstveröffentlichung: 1. Juni 2004                                                        |
| 2004 | Symphonie Verschwende deine Zeit                               | DE5 Gold · (26 Wo.)DE | AT4 (27 Wo.)AT | CH56 (24 Wo.)CH | Erstveröffentlichung: 27. September 2004 Verkäufe: + 150.000                              |
| 2005 | Zeit für Optimisten Alles auf Anfang 2014–2004                 | DE18 (11 Wo.)DE | AT30 (9 Wo.)AT | CH42 (6 Wo.)CH | Erstveröffentlichung: 20. März 2005                                                       |
| 2005 | Du und ich Verschwende deine Zeit                              | — | — | — | Erstveröffentlichung: 18. April 2005                                                      |
| 2006 | Unendlich Laut gedacht                                         | DE10 (15 Wo.)DE | AT14 (17 Wo.)AT | CH23 (22 Wo.)CH | Erstveröffentlichung: 31. März 2006                                                       |
| 2006 | Meer sein Laut gedacht                                         | DE32 (9 Wo.)DE | AT36 (6 Wo.)AT | CH69 (4 Wo.)CH | Erstveröffentlichung: 7. Juli 2006                                                        |
| 2006 | Das Beste Laut gedacht                                         | DE1 ×2Doppelplatin · (85 Wo.)DE | AT1 Platin · (46 Wo.)AT | CH3 (53 Wo.)CH | Erstveröffentlichung: 6. Oktober 2006 Verkäufe: + 630.000                                 |
| 2007 | Das Ende vom Kreis Laut gedacht                                | DE27 (9 Wo.)DE | — | — | Erstveröffentlichung: 30. März 2007                                                       |
| 2009 | Irgendwas bleibt Nichts passiert                               | DE1 Platin · (39 Wo.)DE | AT2 Gold · (30 Wo.)AT | CH1 Gold · (32 Wo.)CH | Erstveröffentlichung: 20. Februar 2009 Verkäufe: + 330.000                                |
| 2009 | Ich bereue nichts Nichts passiert                              | DE20 (14 Wo.)DE | AT30 (14 Wo.)AT | CH79 Gold · (2 Wo.)CH | Erstveröffentlichung: 12. Juni 2009 Verkäufe: + 15.000                                    |
| 2009 | Krieger des Lichts Nichts passiert                             | DE8 Gold · (33 Wo.)DE | AT15 (28 Wo.)AT | CH62 Gold · (9 Wo.)CH | Erstveröffentlichung: 16. Oktober 2009 Verkäufe: + 165.000                                |
| 2010 | Session Session Session Session Session Session –              | DE48 (2 Wo.)DE | — | — | Erstveröffentlichung: 9. Juli 2010 Silbermond trifft Jenix                                |
| 2012 | Himmel auf                                                     | DE5 Gold · (21 Wo.)DE | AT6 (9 Wo.)AT | CH21 Gold · (16 Wo.)CH | Erstveröffentlichung: 23. Januar 2012 Verkäufe: + 165.000                                 |
| 2012 | FdsmH (Für dich schlägt mein Herz) Himmel auf                  | DE53 (6 Wo.)DE | AT69 (1 Wo.)AT | — | Erstveröffentlichung: 6. Juli 2012                                                        |
| 2012 | Ja Himmel auf                                                  | DE13 Platin · (27 Wo.)DE | AT31 (17 Wo.)AT | CH26 Gold · (12 Wo.)CH | Erstveröffentlichung: 19. Oktober 2012 Verkäufe: + 315.000                                |
| 2015 | Intro (Die Mutigen) Leichtes Gepäck                            | — | — | — | Erstveröffentlichung: 24. September 2015                                                  |
| 2015 | Leichtes Gepäck                                                | DE13 Gold · (25 Wo.)DE | AT19 (12 Wo.)AT | CH30 (10 Wo.)CH | Erstveröffentlichung: 16. Oktober 2015 Verkäufe: + 200.000                                |
| 2015 | B 96 Leichtes Gepäck                                           | — | — | — | Erstveröffentlichung: 27. November 2015                                                   |
| 2016 | Das Leichteste der Welt Leichtes Gepäck                        | DE69 (7 Wo.)DE | — | — | Erstveröffentlichung: 29. Juli 2016                                                       |
| 2019 | Mein Osten Schritte                                            | — | — | — | Erstveröffentlichung: 10. Mai 2019 Neuauflage: 31. Januar 2025 (feat. Herbert Grönemeyer) |
| 2019 | Träum ja nur (Hippies) Schritte                                | — | — | — | Erstveröffentlichung: 13. September 2019                                                  |
| 2019 | In meiner Erinnerung Schritte                                  | — | — | — | Erstveröffentlichung: 25. Oktober 2019                                                    |
| 2020 | Machen wir das Beste draus (Home Recordings) Schritte Extended | DE69 (2 Wo.)DE | — | — | Erstveröffentlichung: 27. März 2020                                                       |
| 2020 | Ein anderer Sommer Schritte Extended                           | DE— aDE | — | — | Erstveröffentlichung: 18. September 2020                                                  |
| 2020 | Genauso Schritte Extended                                      | — | — | — | Erstveröffentlichung: 23. Oktober 2020                                                    |
| 2021 | Bestes Leben Schritte Extended                                 | — | — | — | Erstveröffentlichung: 4. Juni 2021                                                        |
| 2022 | Auf Auf                                                        | — | — | — | Erstveröffentlichung: 29. Juli 2022                                                       |
| 2022 | Nie wieder schlafen Auf Auf                                    | DE— bDE | — | — | Erstveröffentlichung: 26. Oktober 2022 feat. 1986zig                                      |
| 2023 | Wenn’s am schönsten ist Auf Auf                                | — | — | — | Erstveröffentlichung: 27. Januar 2023                                                     |
| 2023 | Lieber lauf ich davon Auf Auf                                  | — | — | — | Erstveröffentlichung: 6. April 2023                                                       |
| 2023 | Hey Ma Auf Auf                                                 | — | — | — | Erstveröffentlichung: 21. April 2023                                                      |
| 2023 | Offenes Buch Auf Auf                                           | — | — | — | Erstveröffentlichung: 26. Mai 2023                                                        |
| 2023 | Verletzen Auf Auf                                              | — | — | — | Erstveröffentlichung: 15. September 2023 (Pianoversion)                                   |
| 2024 | Will die Hoffnung –                                            | — | — | — | Erstveröffentlichung: 15. März 2024                                                       |

### Als Gastmusiker
| Jahr | Titel Album                                       | Höchstplatzierung, Gesamtwochen, AuszeichnungChartplatzierungen (Jahr, Titel, Album, Platzierungen, Wochen, Auszeichnungen, Anmerkungen) | Höchstplatzierung, Gesamtwochen, AuszeichnungChartplatzierungen (Jahr, Titel, Album, Platzierungen, Wochen, Auszeichnungen, Anmerkungen) | Höchstplatzierung, Gesamtwochen, AuszeichnungChartplatzierungen (Jahr, Titel, Album, Platzierungen, Wochen, Auszeichnungen, Anmerkungen) | Anmerkungen                                                               |
| Jahr | Titel Album                                       | DE | AT | CH | Anmerkungen                                                               |
| ---- | ------------------------------------------------- | --- | --- | --- | ------------------------------------------------------------------------- |
| 2008 | Bis zum Schluss Freiheit                          | DE7 (18 Wo.)DE | AT21 (16 Wo.)AT | CH49 (12 Wo.)CH | Erstveröffentlichung: 14. November 2008 Curse feat. Silbermond            |
| 2014 | Do They Know It’s Christmas? (Deutsche Version) – | DE1 (5 Wo.)DE | AT10 (3 Wo.)AT | CH21 (2 Wo.)CH | Erstveröffentlichung: 21. November 2014 mit Band Aid 30 Germany           |
| 2021 | Milliarden Playlist                               | — | — | — | Erstveröffentlichung: 11. November 2021 Sebastian Fitzek feat. Silbermond |
| 2022 | Wendekind Dorfdisko zwei                          | DE80 (1 Wo.)DE | — | — | Erstveröffentlichung: 10. November 2022 Finch feat. Marteria & Silbermond |

## Videoalben und Musikvideos

### Videoalben
| Jahr | Titel Musiklabel                          | Anmerkungen                                                                              |
| ---- | ----------------------------------------- | ---------------------------------------------------------------------------------------- |
| 2005 | Verschwende deine Zeit – live Modul (BMG) | Erstveröffentlichung: 18. April 2005 Verkäufe werden Verschwende deine Zeit hinzuaddiert |
| 2007 | Laut gedacht – live Sony Music (Sony BMG) | Erstveröffentlichung: 28. Juni 2007 · Verkäufe: + 25.000; DE: Gold                       |

### Musikvideos
| Jahr | Titel                                           | Regisseur(e)                                                              |
| ---- | ----------------------------------------------- | ------------------------------------------------------------------------- |
| 2000 | Why                                             | Andreas Nowak                                                             |
| 2004 | Mach’s dir selbst!                              | Bernard Wedig                                                             |
| 2004 | Durch die Nacht                                 | Timo Frank, Tim Keul                                                      |
| 2004 | Symphonie (2 Versionen)                         | Daniel Siegler                                                            |
| 2005 | Zeit für Optimisten                             | Robert Bröllochs                                                          |
| 2006 | Unendlich                                       | Daniel Siegler                                                            |
| 2006 | Meer sein                                       | Olaf Heine                                                                |
| 2006 | Das Beste                                       | Daniel Siegler                                                            |
| 2007 | Das Ende vom Kreis                              | Olaf Heine                                                                |
| 2008 | Bis zum Schluss                                 |                                                                           |
| 2009 | Irgendwas bleibt                                | Daniel Lwowski                                                            |
| 2009 | Ich bereue nichts                               | Daniel Lwowski                                                            |
| 2009 | Krieger des Lichts                              | Daniel Lwowski                                                            |
| 2012 | Himmel auf                                      | Daniel Lwowski                                                            |
| 2012 | FdsmH (Für dich schlägt mein Herz)              | Felix Urbauer                                                             |
| 2012 | Ja                                              | Daniel Siegler                                                            |
| 2014 | Do They Know It’s Christmas? (Deutsche Version) |                                                                           |
| 2015 | Intro (Die Mutigen)                             | Daniel Lwowski, Andreas Nowak                                             |
| 2015 | Leichtes Gepäck                                 | Daniel Lwowski                                                            |
| 2016 | B 96                                            | Frank Machel, Andreas Nowak                                               |
| 2016 | Das Leichteste der Welt                         |                                                                           |
| 2017 | War Is Over                                     | Christoph Heidrich, Benedikt Schnermann                                   |
| 2019 | Mein Osten                                      | Andreas Nowak (Solo, 2019) Andreas Nowak (feat. Herbert Grönemeyer, 2025) |
| 2019 | Träum ja nur (Hippies)                          | Daniel Lwowski, Andreas Nowak                                             |
| 2020 | Machen wir das Beste draus (Home Recordings)    |                                                                           |
| 2020 | Ein anderer Sommer                              | Andreas Nowak                                                             |
| 2021 | Bestes Leben                                    | Andreas Nowak                                                             |
| 2021 | Milliarden                                      | Andreas Nowak                                                             |
| 2022 | Auf auf                                         | Andreas Nowak                                                             |
| 2022 | Nie wieder schlafen                             | Marc Carles, Robin van Smirren                                            |
| 2022 | Wendekind                                       | Philip Herbort                                                            |
| 2023 | Wenn’s am schönsten ist                         | Silbermond                                                                |
| 2023 | Hey Ma                                          | Andreas Nowak                                                             |
| 2023 | Verletzen                                       | Marc Carles, Robin van Smirren                                            |

## Sonderveröffentlichungen

### Alben
| Jahr | Titel Musiklabel                                    | Anmerkungen                                                                                          |
| ---- | --------------------------------------------------- | --- |
| 2009 | Nichts passiert (Steel Box) Columbia Records (Sony) | Erstveröffentlichung: 20. März 2009 erweiterte Fassung; Verkäufe werden Nichts passiert hinzuaddiert |
| 2012 | Himmel auf (Deluxe-Edition) Columbia Records (Sony) | Erstveröffentlichung: 23. März 2012 erweiterte Fassung; Verkäufe werden Himmel auf hinzuaddiert      |
| 2020 | Schritte Extended Verschwende deine Zeit (Sony)     | Erstveröffentlichung: 30. Oktober 2020 erweiterte Fassung; Verkäufe werden Schritte hinzuaddiert     |

### Lieder
| Jahr | Titel Album              | Anmerkungen                                                              |
| ---- | ------------------------ | ------------------------------------------------------------------------ |
| 2008 | Der Deal Stark wie zwei  | Erstveröffentlichung: 28. März 2008 Udo Lindenberg feat. Silbermond      |
| 2008 | Symphonie Cubano Alemán  | Erstveröffentlichung: 29. August 2008 Rhythms del Mundo feat. Silbermond |
| 2008 | Bis zum Schluss Freiheit | Erstveröffentlichung: 26. September 2008 Curse feat. Silbermond          |
| 2021 | Milliarden Playlist      | Erstveröffentlichung: 22. Oktober 2021 Sebastian Fitzek feat. Silbermond |
| 2023 | Wendekind Dorfdisko zwei | Erstveröffentlichung: 20. April 2023 Finch feat. Marteria & Silbermond   |

| Jahr | Titel Album                                    | Anmerkungen                                                   |
| ---- | ---------------------------------------------- | ------------------------------------------------------------- |
| 2001 | It’s All Over Soundcheck 2001                  | Erstveröffentlichung: 2001 als Jast                           |
| 2001 | V.I.P. Soundcheck 2001                         | Erstveröffentlichung: 2001 als Jast                           |
| 2006 | Blaue Augen Come Together – A Tribute to Bravo | Erstveröffentlichung: 29. September 2006 Original: Neonbabies |
| 2006 | Die Gier (K)ein Blick zurück (Limited Edition) | Erstveröffentlichung: 8. Dezember 2006 Original: In Extremo   |

### Videoalben
| Jahr | Titel Musiklabel                                             | Anmerkungen                                                                                                   |
| ---- | ------------------------------------------------------------ | --- |
| 2006 | Live in Kamenz Columbia Records (Sony BMG)                   | Erstveröffentlichung: 21. April 2006 Teil von Laut gedacht (Premium Edition)                                  |
| 2012 | Himmel auf (Deluxe Edition) Columbia Records (Sony)          | Erstveröffentlichung: 23. März 2012 erweiterte Fassung mit Bonus-DVD; Verkäufe werden Himmel auf hinzuaddiert |
| 2012 | Live at Rockpalast (KulturSPIEGEL Edition) Sony Music (Sony) | Erstveröffentlichung: 9. November 2012 Teil der „Rockpalast“-Reihe                                            |

## Hörbücher
| Jahr | Titel Musiklabel                             | Anmerkungen                         |
| ---- | -------------------------------------------- | ----------------------------------- |
| 2007 | Laut gegen Nazis 3 Deutsche Grammophon (UMG) | Erstveröffentlichung: 16. März 2007 |

## Boxsets
| Jahr | Titel Musiklabel                              | Anmerkungen                       |
| ---- | --------------------------------------------- | --------------------------------- |
| 2016 | Die Studio-Alben-Kollektion Sony Music (Sony) | Erstveröffentlichung: 6. Mai 2016 |

## Statistik

### Chartauswertung
|                     | DE    | AT    | CH    |
| ------------------- | ----- | ----- | ----- |
| Nummer-eins-Alben   | DE4DE | AT2AT | CH1CH |
| Top-10-Alben        | DE8DE | AT6AT | CH7CH |
| Alben in den Charts | DE8DE | AT8AT | CH8CH |

|                       | DE     | AT     | CH     |
| --------------------- | ------ | ------ | ------ |
| Nummer-eins-Singles   | DE3DE  | AT1AT  | CH1CH  |
| Top-10-Singles        | DE8DE  | AT5AT  | CH2CH  |
| Singles in den Charts | DE21DE | AT15AT | CH13CH |

### Auszeichnungen für Musikverkäufe
Anmerkung: Auszeichnungen in Ländern aus den Charttabellen bzw. Chartboxen sind in ebendiesen zu finden.
| Land/RegionAuszeichnungen für Musikverkäufe (Land/Region, Auszeichnungen, Verkäufe, Quellen) | Gold       | Platin       | Verkäufe  | Quellen           |
| -------------------------------------------------------------------------------------------- | ---------- | ------------ | --------- | ----------------- |
| Deutschland (BVMI)                                                                           | 9× Gold9   | 15× Platin15 | 4.475.000 | musikindustrie.de |
| Österreich (IFPI)                                                                            | 3× Gold3   | 4× Platin4   | 142.500   | ifpi.at           |
| Schweiz (IFPI)                                                                               | 8× Gold8   | 2× Platin2   | 180.000   | hitparade.ch      |
| Insgesamt                                                                                    | 20× Gold20 | 21× Platin21 |           |                   |